# Nestor's Cave
Nestor's Cave är en grotta i Grekland.   Den ligger i prefekturen Messenien och regionen Peloponnesos, i den södra delen av landet, 210 km sydväst om huvudstaden Aten. Nestor's Cave ligger 67 meter över havet.
Terrängen runt Nestor's Cave är kuperad österut, men åt nordväst är den platt. Havet är nära Nestor's Cave åt sydväst. Runt Nestor's Cave är det ganska glesbefolkat, med 32 invånare per kvadratkilometer. Närmaste större samhälle är Pylos, 6,3 km sydost om Nestor's Cave. 